# Ковкість

Ілюстрація типів розривів у крихких і ковких матеріалів. (а) — крихке руйнування, (b) — ковке руйнування, (c) — абсолютно ковке руйнування

Ко́вкість  — технологічна властивість матеріалів, що характеризує їх здатність до обробки деформуванням: куванням, вальцюванням, штампуванням без руйнування. Рівень ковкості залежить від багатьох параметрів. Найтісніше ковкість пов'язана з пластичністю та деформівністю матеріалу, що є властивостями, протилежними до крихкості.
В умовах обробки металів і сплавів тиском на ковкість впливає ціла низка факторів: склад і структура деформованого матеріалу, характер напружено-деформованого стану, неоднорідність деформації, швидкість деформації, температура, та ін. Змінюючи ті чи інші параметри можна впливати на пластичність і ковкість матеріалу.
Кількісно ковкість характеризують відносною деформацією руйнування {\displaystyle \varepsilon _{f}}. При видовженні стрижня ковкого матеріалу перед тим, як відбувається розрив, в стрижні формується шийка.
Ковкість здебільшого розглядається як властивість металів. Це зумовлено металічним зв'язком, при якому атоми металу можуть зміщуватися із своїх положень у кристалічній ґратці, долаючи менший супротив.

## Вплив складу і структури металу
Ковкість знаходиться у прямій залежності від хімічного складу матеріалу. Ковкість сталі залежить від вмісту вуглецю. З підвищенням вмісту вуглецю в сталі пластичність падає. Великий вплив роблять елементи, що входять до складу сплаву як домішки. Олово, сурма, свинець, сірка не розчиняються в металі і, розташовуючись на межі зерен, послаблюють зв'язки між ними. Температура плавлення цих елементів низька, при нагріванні під гарячу деформацію вони плавляться, що призводить до втрати ковкості.
Ковкість залежить від структурного стану металу, особливо при гарячому деформуванні. Неоднорідність мікроструктури знижує пластичність. Однофазні сплави, за інших рівних умов, завжди пластичніші, ніж двофазні. Фази мають неоднакові механічні властивості, і деформація виходить нерівномірною. Дрібнозернисті метали пластічніші за крупнозернисті. Метал вальцьованої чи кованої заготованки пластичніший, ніж метал виливок, оскільки лита структура має більшу неоднорідність зерен, включення та інші дефекти.

## Вплив неоднорідності деформації
Чим вища неоднорідність деформації, тим нижча пластичність. Неоднорідність деформації викликає появу додаткових напружень. Розтягувальні напруження завжди знижують пластичність і сприяють крихкому руйнуванню. Крім того, нерівномірність напруженого стану знижує механічну міцність матеріалу, так як напруження від зовнішнього навантаження додається до залишкових внутрішніх напружень, а значить, руйнування настає при меншому навантаженні.

## Вплив температури
Вплив температури не є однозначним. Маловуглецеві і середньовуглецеві сталі, з підвищенням температури, стають пластичнішими. Високолеговані сталі мають більшу пластичність в холодному стані. Для підшипникових сталей пластичність практично не залежить від температури. Окремі сплави можуть мати певний інтервал температур, при якому проявляється підвищена пластичність. Технічне залізо в інтервалі 800…1000 °С характеризується зниженням пластичних властивостей. При температурах, близьких до температури плавлення пластичність сталей різко знижується через можливий перегрів чи перепал.